# Bruno Vallepiano
Bruno Vallepiano (Roburent, 22 marzo 1956) è uno scrittore, giornalista e sceneggiatore italiano.
È autore di romanzi ascrivibili al genere giallo, nello specifico del noir mediterraneo e di libri legati a vario titolo alla montagna.

## Biografia
Bruno Vallepiano è nato a Roburent ed in questo paese della montagna cuneese risiede tutt'oggi. Si è occupato per oltre 40 anni di attività turistiche legate al mondo della neve ed ha ricoperto dal 2004 al 2016 la carica di Sindaco..
È stato presidente del CFP Cebano Monregalese, l'Agenzia formativa che ha sedi nelle città di Mondovì, Ceva e Fossano per due mandati ed è stato presidente di "Cuneo Neve", il consorzio che raggruppa le stazioni sciistiche del cuneese, dal 2006 al 2014.
È presidente dell'associazione G.T.A. Grande Traversata delle Alpi.

## Onorificenze e premi
Nominato Cavaliere al Merito della Repubblica Italiana dal Presidente della Repubblica Sergio Mattarella, con decreto del 2 giugno 2018.
Concorso Giornalistico 50° Fondazione Coldiretti Cuneo - Dicembre 1997 - Secondo premio
Premio letterario internazionale "Marchesato di Ceva" - Anno 2018 - Secondo premio con il romanzo "Gioco Fatale 
Premio letterario internazionale P.Semeria- Casinò di Sanremo- anno 2021- Menzione d'onore per "Trappola per lupi"
Premio letterario internazionale P.Semeria-Casinò di Sanremo - anno 2022 - Premio della Giuria per "La donna con la pistola" 
Motivazione:
Per aver ben costruito tra splendide montagne   con accattivante narrazione un intrigo dove perdersi in attesa di ritrovare tra le pagine la strada per ricomporre passioni, motivazioni e personaggi.  
Premio letterario "Augusto Monti" anno 2022 - Menzione d'onore per "La donna con la pistola"
Diploma Ordine dei Giornalisti - "Una vita per il giornalismo"- Torino 06.12.23, 40 anni di iscrizione all'Ordine.

## Le opere
Ha iniziato negli anni ottanta la sua attività di scrittore con le prime esperienze presso il settimanale Gazzetta di Mondovì (oggi Provincia Granda) sotto la guida di Nino Manera, giornalista di grande esperienza che fu suo primo “mentore” e lo accompagnò all'iscrizione all'Ordine dei Giornalisti nel 1982. Da allora in poi ha collaborato con varie riviste e periodici occupandosi, soprattutto, di argomenti correlati alla montagna.
Ha poi pubblicato, con vari editori, guide e saggi sulla montagna.
Ha pubblicato racconti e narrativa legata alla "mitologia della Montagna" e poi, nel 2008 ha esordito come scrittore di libri gialli-noir per la Fratelli Frilli Editori di Genova e ha diretto per dieci anni la collana “ARabaGIalloNEra” presso l'editore Araba Fenice con sede a Boves. È l'ideatore del concorso letterario nazionale "La Quercia del Myr" e del festival "Giallormea". Attualmente pubblica con Golem edizioni.

## Opere

### Romanzi
- Violazione di domicilio, Genova, Fratelli Frilli Editori, 2008. ISBN 978-88-7563-407-0
- Un delitto del ‘700-Storia monregalese, Genova, Fratelli Frilli Editori, 2010. ISBN 978-88-7563-538-1
- So dove parcheggi, Boves, Araba Fenice, 2011. ISBN 978-88-6617-046-4
- Buio in sala, (ristampa di Un delitto del ‘700) Boves, Araba Fenice, 2011. ISBN 978-88-6617-045-7
- La dama blu, Boves, Araba Fenice, 2012. ISBN 978-88-6617-097-6
- In ginocchio da te, Boves, Araba Fenice, 2013. ISBN 978-88-6617-182-9
- Non Senza dolore, Boves, Araba Fenice, 2014. ISBN 978-88-6617-214-7
- Oscuri percorsi, Boves, Araba Fenice, 2014. ISBN 978-88-6617-250-5
- Gioco Fatale , Boves, Araba Fenice, 2016. ISBN 978-88-6617-353-3
- Trappola per lupi, Torino, Golem, 2020 ISBN 978-88-8578-593-9
- La donna con la Pistola, Torino, Golem, 2022 ISBN 978-88-9291-099-7
- La linea mortale, Torino, Golem, 2023 ISBN 978-88-9291-147-5
- Cold case al Grand Hotel, D'acqua e di Ferro, 2023 ISBN 979-12-2104-990-9
- Il freddo nelle ossa, Torino, Golem 2025 ISBN 978-88-92912168

### Racconti
- L'arcipelago di sotto, Mondovì, Uroburo, 1995
- Abbecedario inutile, Mondovì, Uroburo, 1996
- Racconti tra la collina e il mare, Savona, Sabatelli, 1998
- Al ballo delle Masche, Mondovì, Edizioni Subalpine, 1999
- Veglie e leggende nelle Valli Monregalesi, Cuneo, Edizioni Europee, 2003
- La pietra delle Masche, Boves, Araba Fenice, 2010. ISBN 978-88-95853-65-9
- Racconti tra la collina e il mare, vol. 16 Savona, Sabatelli, 2012
- Racconti tra la collina e il mare, vol. 17 Savona, Sabatelli, 2013
- Racconti tra la collina e il mare, vol. 18 Savona, Sabatelli, 2014
- I Racconti del treno, Boves Araba Fenice, 2015 ISBN 978-88-66172-77-2
- Stupore, Centro Valorizzazione Castelnuovo di Ceva, 2019, ISBN 978-88-942-5801-1
- Le masche tra noi, Saluzzo, Fusta Editore 2021 (coautore con Franca Acquarone)  ISBN 978-88-85802-86-5

### Saggistica / Guide
- Nostre Radici, Mondovì, Arcimboldo, 1985
- L'alpe di Mondovì. Alla scoperta del paesaggio e delle originalità dell'arte monregalese, Dronero, Edizioni L'Arciere, 2001. ISBN 88-86398-96-4
- Nidi tra le aquile. Rifugi e bivacchi della Granda, Dronero, Edizioni L'Arciere, 2002. ISBN 88-86398-88-3
- Sangiacomo, Dronero, Edizioni L'Arciere, 2003. ISBN 88-88969-07-1
- Acqua in movimento, Vicoforte, Consorzio A.R. Sant'Anna, 2011
- Mondovì e le sue valli. Itinerari turistici tra arte, storia, folklore, natura e gastronomia, Dronero, Edizioni L'Arciere, 1998. ISBN 88-86398-46-8
- Centri per la mountain bike, Torino, Vivalda, 1993.
- Il bosconero, Mondovì, Ed.Golinelli, 2000
- Il beato Fenoglio e le origini della Certosa, Vicoforte, C.M.V.M, 1999
- Itinerari di scoperta tra le Alpi e il Mare / Itinéraires de decouverte entre les Alped et la Mer - Interreg Alcotra 2018
- Suggestioni di Viaggio / Suggestions de Voyage - Interreg Alcotra 2018
- Tra la via Sonia ed il Rivobrugenti/Storia di Roburent dalle origini alla Guerra del Sale-Vol.I- Boves, Edizioni Araba Fenice 2019, ISBN 9788866175896
- Cannoni e opere d'arte/Storia di Roburent dal 1700 alla Grande Guerra - Vol II, Robrent Edizioni Savin, 2023 ISBN 979-12-210-3794-4

### Sceneggiature
- Senza nulla chiedere - Una storia di Resistenza senza armi, sceneggiatura, 2013 Film documentario con la regia di Carlo Turco.
- Recidiva zero- Riflessioni sull'articolo 27 della Costituzione Italiana, sceneggiatura, 2015, film documentario con la regia di Carlo Turco
- Suggestioni di Viaggio / Suggestions de Voyage - Interreg Alcotra 2018 - documentario turistico - Sceneggiatura, regia di Carlo Turco
- La montagna che resiste / Storia di una valanga e di un salvataggio - Sceneggiatura - Regia di Carlo Turco